# Юрзінов Володимир Володимирович
Володимир Володимирович Юрзінов (рос. Владимир Владимирович Юрзинов, нар. 20 лютого 1940, Москва) — радянський хокеїст і тренер. Грав на позиції центрального нападника. Чемпіон світу і Європи. Заслужений майстер спорту (1963). Заслужений тренер СРСР (1976). Заслужений тренер Росії (1998). Член Зали слави Міжнародної федерації хокею з шайбою

## Досягнення гравця
- Чемпіон світу (2): 1963, 1969
- Бронзовий призер чемпіонату світу (1): 1961
- Чемпіон Європи (2): 1963, 1969
- Срібний призер чемпіонату Європи (1): 1961
- Срібний призер чемпіонату СРСР (7): 1959, 1960, 1962, 1963, 1964, 1971, 1972
- Бронзовий призер чемпіонату СРСР (5): 1958, 1966, 1967, 1968, 1969
- Володар кубка СРСР (1): 1972
- Фіналіст кубка СРСР (3): 1966, 1969, 1970

## Досягнення тренера
- Срібний призер Олімпійських ігр (1): 1998
- Чемпіон СРСР (3): 1990, 1991, 1992
- Срібний призер (4): 1977, 1978, 1979, 1988
- Бронзовий призер (1): 1976
- Фіналіст кубка СРСР (1): 1979
- Чемпіон Фінляндії (2): 1993, 1995
- Срібний призер (3): 1994, 1996, 1997

## Статистика
Статистика виступів у чемпіонатах СРСР і Фінляндії:
| Сезон   | Клуб              | Ліга      | І  | Г  | П  | О  | ШХ |
| ------- | ----------------- | --------- | -- | -- | -- | -- | -- |
| 1957/58 | «Динамо» (Москва) | Клас «А»  | 26 | 4  | −  | −  | −  |
| 1958/59 | «Динамо» (Москва) | Клас «А»  | 27 | 11 | −  | −  | −  |
| 1959/60 | «Динамо» (Москва) | Клас «А»  | 36 | 18 | −  | −  | −  |
| 1960/61 | «Динамо» (Москва) | Клас «А»  | 26 | 17 | 4  | 21 | 8  |
| 1961/62 | «Динамо» (Москва) | Клас «А»  | 31 | 27 | 4  | 31 | 24 |
| 1962/63 | «Динамо» (Москва) | Клас «А»  | 27 | 16 | 7  | 23 | 6  |
| 1963/64 | «Динамо» (Москва) | Клас «А»  | 24 | 10 | −  | −  | −  |
| 1964/65 | «Динамо» (Москва) | Клас «А»  | 32 | 10 | 6  | 16 | 4  |
| 1965/66 | «Динамо» (Москва) | Клас «А»  | 29 | 15 | 2  | 17 | 10 |
| 1966/67 | «Динамо» (Москва) | Клас «А»  | 39 | 25 | 5  | 30 | 26 |
| 1967/68 | «Динамо» (Москва) | Клас «А»  | 44 | 23 | 8  | 31 | 20 |
| 1968/69 | «Динамо» (Москва) | Клас «А»  | 40 | 25 | −  | −  | −  |
| 1969/70 | «Динамо» (Москва) | Клас «А»  | 42 | 19 | −  | −  | −  |
| 1970/71 | «Динамо» (Москва) | Вища ліга | 39 | 16 | 7  | 23 | 8  |
| 1971/72 | «Динамо» (Москва) | Вища ліга | 28 | 6  | 6  | 12 | 12 |
| 1972/73 | КООВЕЕ (Тампере)  | СМ-ліга   | 35 | 13 | 13 | 26 | 31 |
| 1973/74 | КООВЕЕ (Тампере)  | СМ-ліга   | 35 | 24 | 18 | 42 | 16 |